# Aija Andrejeva
Aija Andrejeva, også kendt som Aisha (født d. 16. januar 1986), er en lettisk sangerinde, som repræsenterede Letland ved Eurovision Song Contest 2010 med sangen "What for?".